# Tramlijn 12 (Amsterdam)
 Tramlijn 12 is een tramlijn in Amsterdam op de route Amstelstation – Ceintuurbaan – Van Baerlestraat – Leidsestraat – Centraal Station.

## Beknopte geschiedenis
De huidige Amsterdamse tramlijn 12 is de vijfde tramlijn met dit lijnnummer sinds 1905.

### Eerste lijn 12
De eerste lijn 12 heeft bij invoering van de lijnnummers in 1905 als paardentram gediend tussen Amsterdam en Sloterdijk. Sloterdijk was toen nog onderdeel van de gemeente Sloten en dus gold de tram als interlokale tram - de eerste in deze tot 1921 zelfstandige gemeente. De lijn was in 1882 in dienst genomen als stoomtram en in 1888 vervangen door een paardentram, die tot 1916 bleef rijden. Daarna werd het een elektrische tram, die reed op het traject Sloterdijk – Haarlemmerweg – Nassauplein. Vanaf 1919 werd er korte tijd doorgereden naar het Beursplein. In 1922 werd lijn 12 opgenomen in de al bestaande tramlijn 18 die reed tussen Mariniersplein en Dam. Deze lijn ging nu tussen Mariniersplein en Sloterdijk rijden.

### Tweede lijn 12
Een tweede lijn 12 verscheen in 1924 op de route Frederiksplein – Veelaan. Lijn 6 had tot 1922 naar de Veelaan gereden. Onder dit lijnnummer werd toen de route van lijn 19 overgenomen, en er moest na twee jaar toch weer een verbinding met het abattoir aan de Veelaan komen. Deze lijn 12 was slechts een kort leven beschoren en reed alleen op maandag en woensdag (marktdagen). Vanaf 1925 ging lijn 3 doorrijden naar het Javaplein, vanwaar de Veelaan goed te voet te bereiken was. De route naar de Veelaan – Cruquiusweg was de eerste elektrische tramlijn die in Amsterdam werd opgeheven.

### Derde lijn 12
De derde lijn 12 verscheen in 1929 op het traject Amstellaan – Mercatorplein. De lijn reed de route Amsteldijk – Rijnstraat – Ceintuurbaan – P.C. Hooftstraat – Stadhouderskade – Overtoom – Bilderdijkstraat – Kinkerstraat – Postjesweg – Hoofdweg – Mercatorplein en leek sterk op de later ingestelde vijfde lijn 12. Bij een herstructurering van het netwerk in 1932 vanwege bezuinigingen verviel deze met losseeenmanswagens geëxploiteerde lijn weer. De tramsporen over de Hoofdweg tussen de Postjesweg en het Mercatorplein, die speciaal voor deze lijn werden aangelegd, werden maar 2,5 jaar gebruikt en zouden pas ruim 85 jaar later in 2017 weer door een reguliere tramlijn worden gebruikt.

### Vierde lijn 12

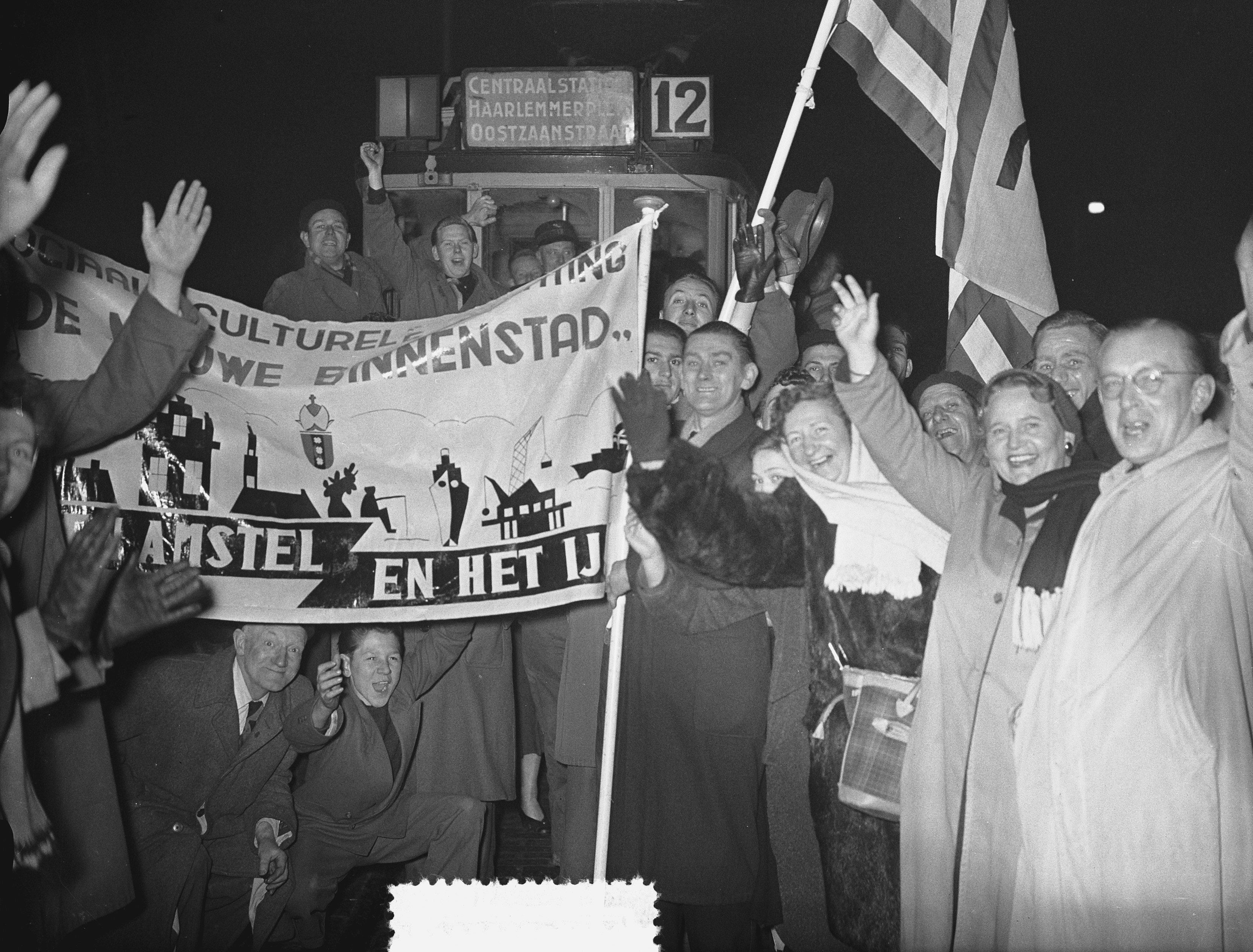
Laatste rit vierde lijn 12; 20 januari 1955.

Tot na de Tweede Wereldoorlog reed er geen lijn 12, maar in 1945 werd besloten om de lange lijn 5 in tweeën te knippen. Het westelijke en drukste deel van de route Oostzaanstraat – Centraal Station werd de vierde lijn 12. Deze hield het nog geen 10 jaar vol, om in 1955 omgezet te worden in een busdienst onder hetzelfde lijnnummer. De verouderde tramdienst, de noodzakelijke vervanging van de tramrails in de Haarlemmerstraat en de Haarlemmerdijk maar ook de personeelskosten waren hiertoe aanleiding waarbij drie man personeel op een tramstel kon worden vervangen door één chauffeur, zij het dat de bus door de geringere capaciteit vaker reed dan de tram voorheen. Deze buslijn 12 werd in 1975 samengevoegd met buslijn 11 (ook een voormalige tramlijn) tot de huidige lijn 22 (Station Sloterdijk – Centraal Station – Muiderpoortstation).

### Vijfde lijn 12

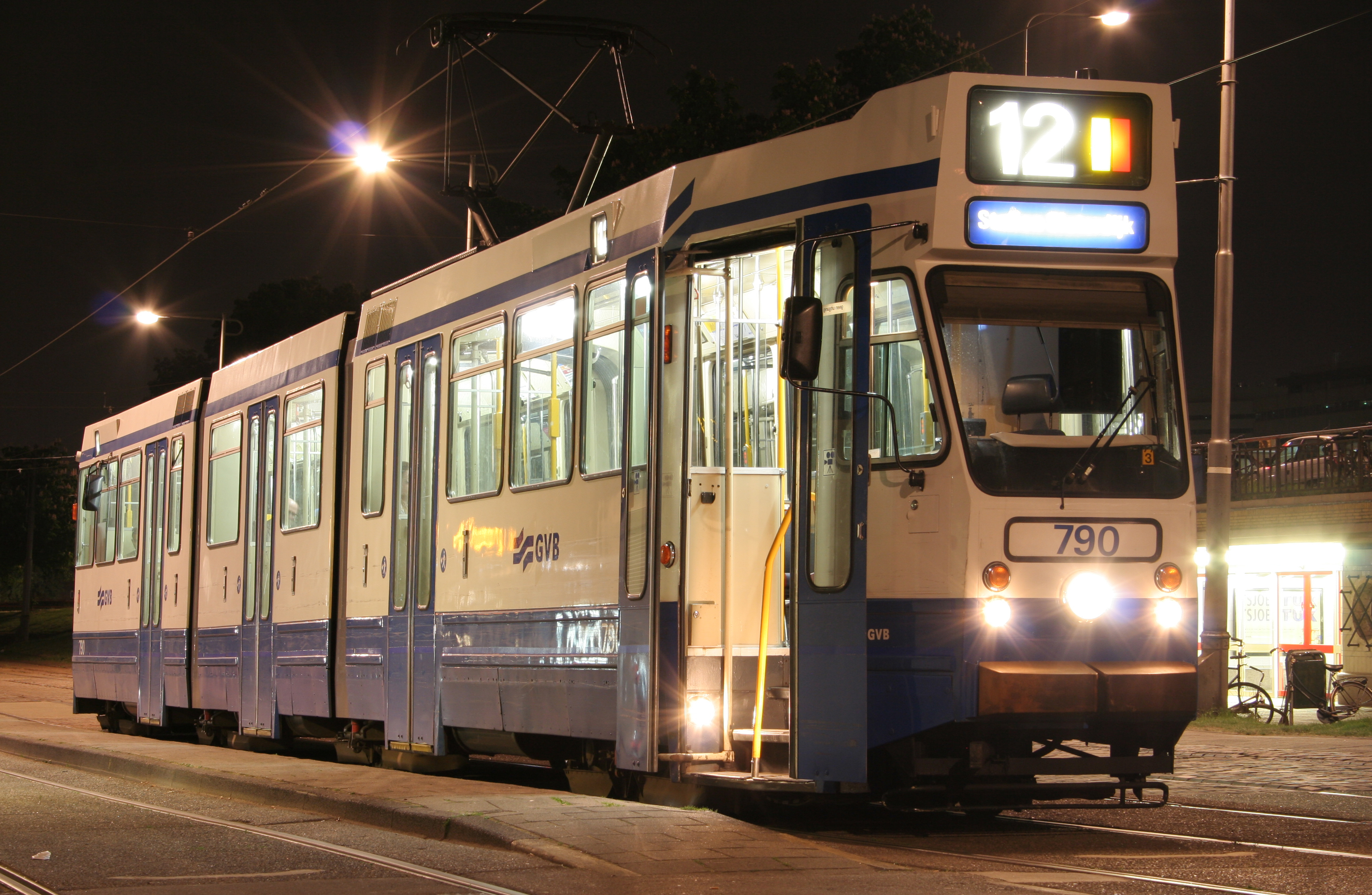
Gelede tram 790 op lijn 12 bij het Amstelstation.

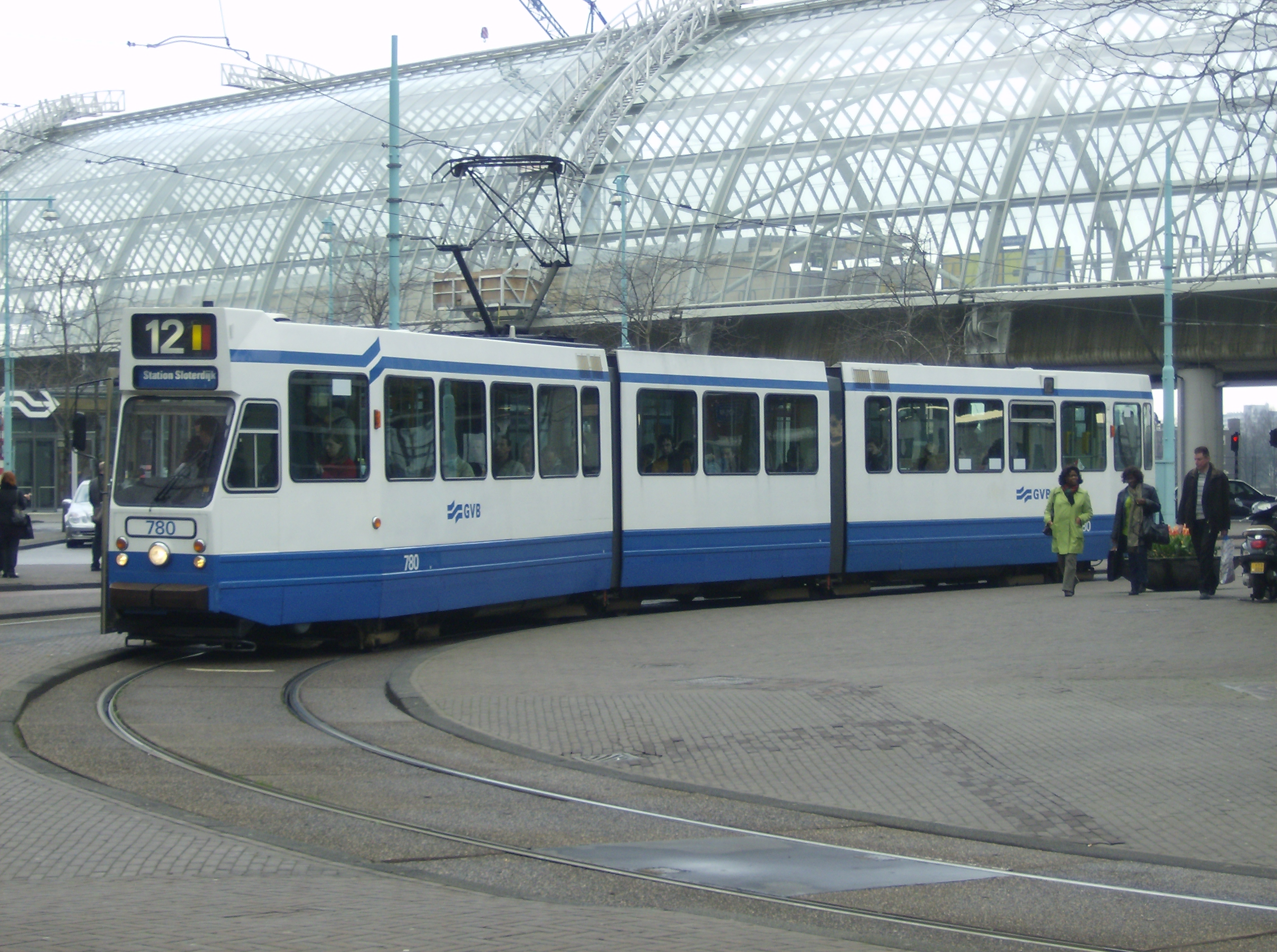
Gelede tram 780 op lijn 12 In de oude keerlus op het Orlyplein bij het Station Sloterdijk.

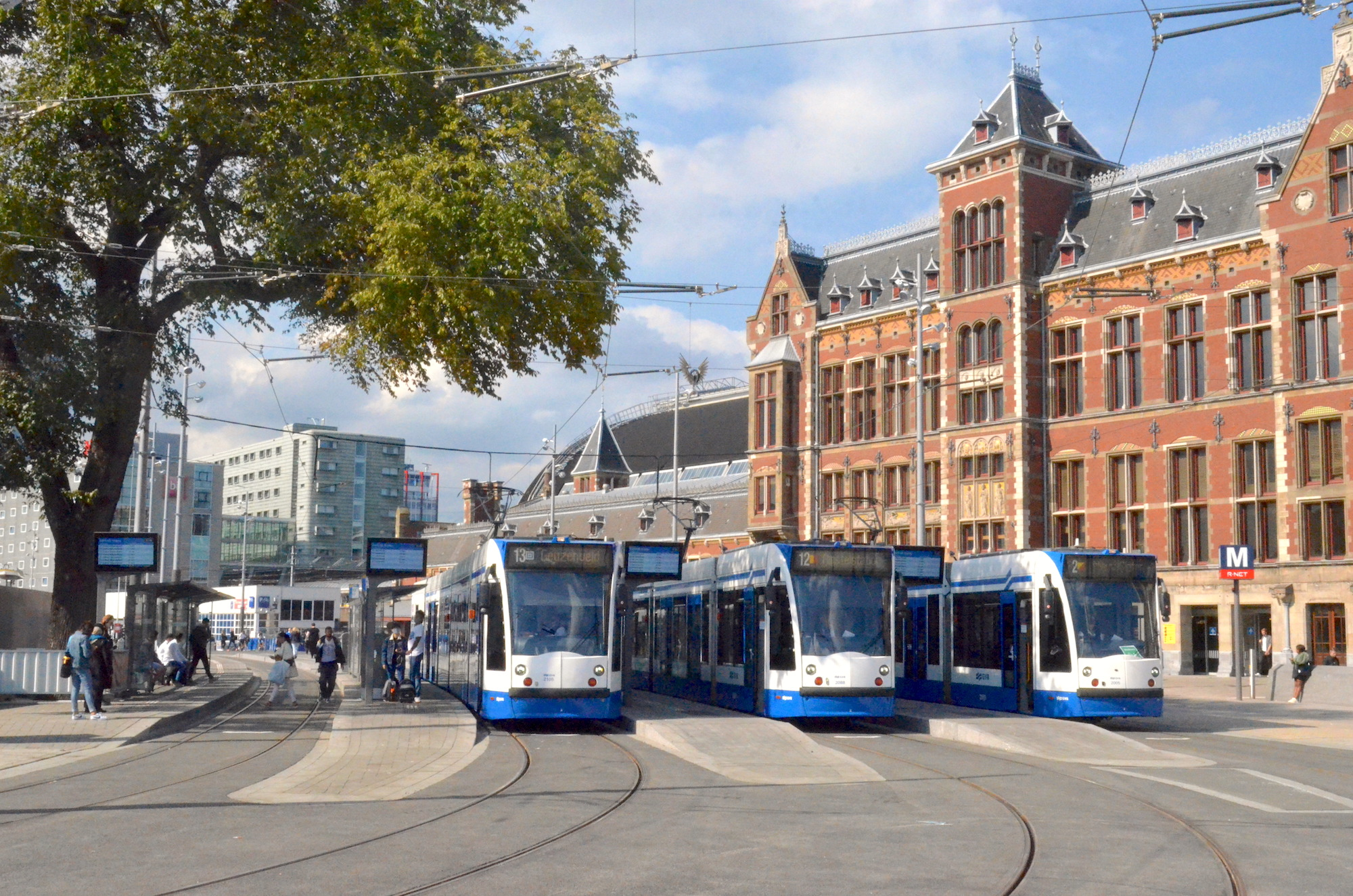
Vernieuwd tramstation Amsterdam Centraal Westzijde met Combino's op de tramlijnen 2, 12 en 13.

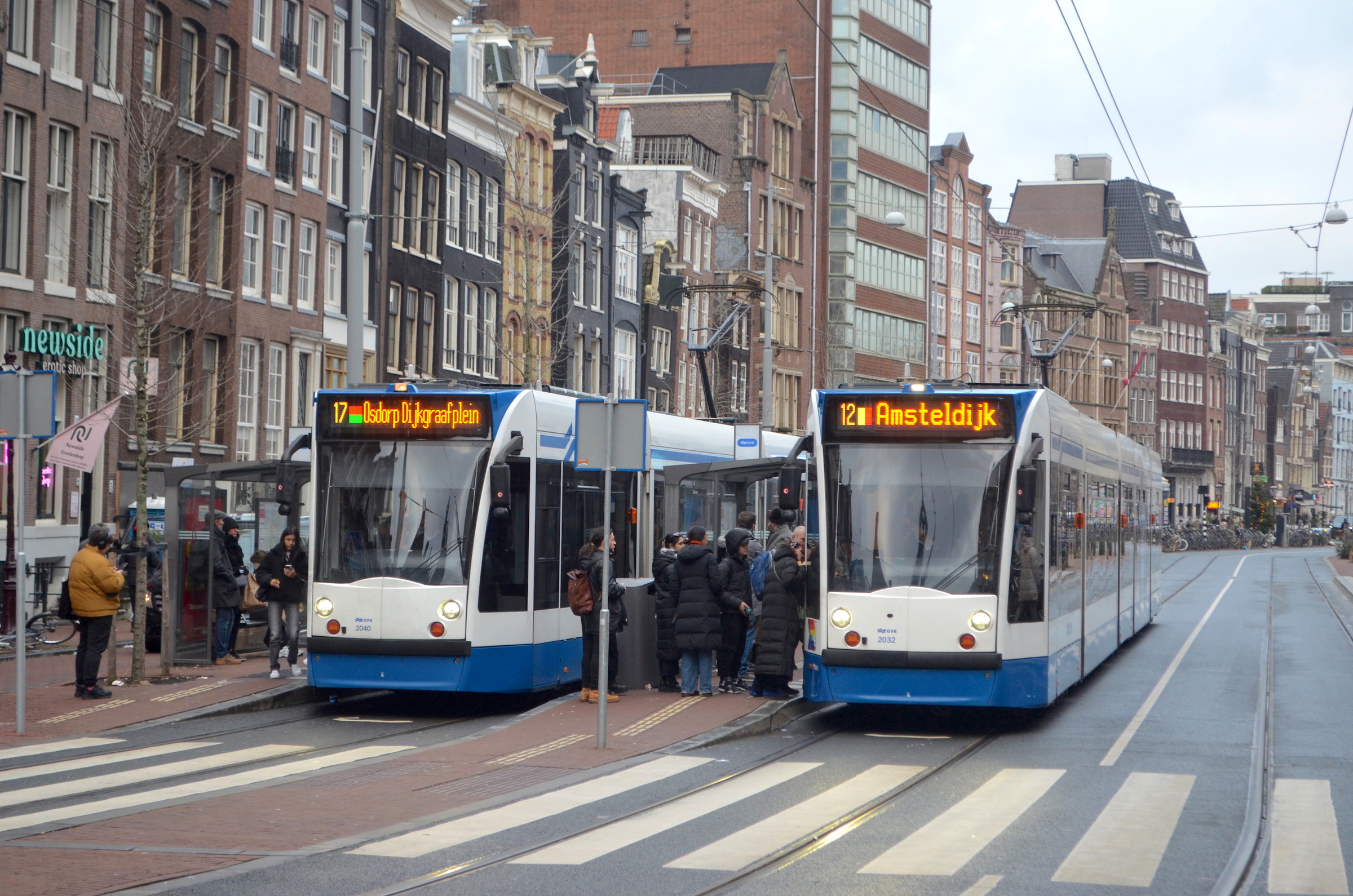
Combino's 2040 op lijn 17 en 2032 op lijn 12 op de halte Dam op de Nieuwezijds Voorburgwal.

De huidige lijn 12 startte op 16 oktober 1977, toen deze ging rijden tegelijk met de opening van de eerste metrolijn in Amsterdam. Men wilde hiermee zowel de drukke lijn 3 ontlasten als aansluiting bieden op de metro bij het Amstelstation ter vervanging van de verlegde lijn 7.
Lijn 12 kreeg de route Amstelstation – Berlagebrug – Vrijheidslaan – Victorieplein – Churchill-laan – Ferdinand Bolstraat – Ceintuurbaan – Roelof Hartstraat – Van Baerlestraat – Eerste Constantijn Huygensstraat – Bilderdijkstraat – Frederik Hendrikstraat – Frederik Hendrikplantsoen. Het eindpunt Frederik Hendrikplantsoen was voorlopig, in afwachting van de verlenging naar Sloterdijk.
In september 1982 werd lijn 12 verlegd/verlengd via De Clercqstraat – Admiraal de Ruijterweg – Molenwerf / Station Sloterdijk. In juli 1985 werd lijn 12 via de Arlandaweg – Radarweg verlengd naar het nieuwe Station Sloterdijk, enige honderden meters naar het noordwesten. Het eindpunt kwam op het Orlyplein. Dit eindpunt werd tot september 1989 gedeeld met lijn 14. De halte Molenwerf werd in 1996 opgeheven en de passagiers werden verwezen naar de in 1994 ingestelde halte Kingsfordweg.
Vanaf 1985 bereed lijn 12 een grote keerlus op het Orlyplein. Deze liep ook over de viaducten over de spoorlijnen naar Haarlem en Zaandam. Deze keerlus werd in 1997 vervangen door een kleinere keerlus op het Orlyplein, geheel ten zuiden van deze spoorlijnen. Per 15 november 2010 is het eindpunt van lijn 12 voor de vierde keer verplaatst, nu naar een nieuwe laaggelegen eindlus bij station Sloterdijk. Op het Carrascoplein, gelegen onder de viaducten van de Ringspoorbaan en metrolijn 50, is een gecombineerd bus- en tramstation aangelegd, dit omdat het Orlyplein zou worden herontwikkeld en bebouwd met kantoorgebouwen. Deze plannen zijn echter niet tot uitvoering gekomen.
Door de opheffing van lijn 25 per 15 december 2013, waardoor in de Scheldestraat en op de Churchill-laan alleen nog lijn 12 rijdt, kreeg de lijn een frequentieverhoging en rijdt daardoor frequenter dan lijn 3. Hiermee werd de lijn belangrijker dan lijn 3, waarvan de lijn in 1977 als versterkingslijn was ingesteld.
In december 2015 werden de sporen op de Molenwerf rechtgetrokken, waarbij de overblijfselen verdwenen van het vroegere eindpunt (inclusief inhaalspoor) bij Station Sloterdijk Zuid. In april 2016 werd hier weer een halte ingesteld, de haltes Haarlemmerweg en Kingsfordweg vervielen daarmee. In augustus 2018 werd de tramlus bij het Amstelstation verplaatst naar de noordoostzijde van het station op de plaats van de voormalige taxistandplaats. In 2022 werden de haltes Scheldestraat en Cornelis Troostplein opgeheven en vervangen door de halte Van Hilligaertstraat.

### Toekomstplannen
In het Programma van Eisen dat de Stadsregio Amsterdam had opgesteld voor de onderhandse aanbesteding per 1 januari 2012, werd voor lijn 12 een routewijziging aangekondigd via de Van Woustraat. Deze wijziging is echter niet doorgegaan. Ondanks de opheffing van lijn 25 behoudt de Churchill-laan hiermee zijn tramverbinding.
In het vervoerplan 2014 stond het voornemen de route van lijn 12 langs het Leidseplein te leiden waarmee dit plein een rechtstreekse verbinding met een tweetal NS-stations zou krijgen. Voor de doorgaande reizigers zou het een omweg hebben betekend. Deze verlegging was vergelijkbaar aan de 'omweg' die lijn 3 van 1904 tot de komst van de sporen op de Vondelbrug in 1958 maakte. Wel zou eerst nog de infrastructuur bij het Leidsebosje moeten worden aangepast en een nieuwe halte aangelegd worden. Dit plan ging echter niet door.

### Huidige route
Op 22 juli 2018, de dag dat de exploitatie op de Noord/Zuidlijn startte, werd lijn 12, komend vanaf het Amstelstation, vanaf de Van Baerlestraat verlegd over de vroegere route van lijn 5 via de Paulus Potterstraat en Leidsestraat naar het Centraal Station. Lijn 19 heeft vanaf het Leidseplein het traject (via de Marnixstraat) naar station Sloterdijk overgenomen. Tussen de Van Baerlestraat en Bilderdijkstraat rijdt nu alleen lijn 3.